# 이시모토 미치코
이시모토 미치코(石本 ミチコ)는 일본 애니메이션 《괴담 레스토랑》에 등장하는 등장인물으로, 오오조라 아코(강보리), 코우모토 쇼우(차세형), 사쿠마 레이코(손가연)의 담임 선생님이다.

## 소개
성우 - 토요시마 마치코 / 김보영